# Artemisa

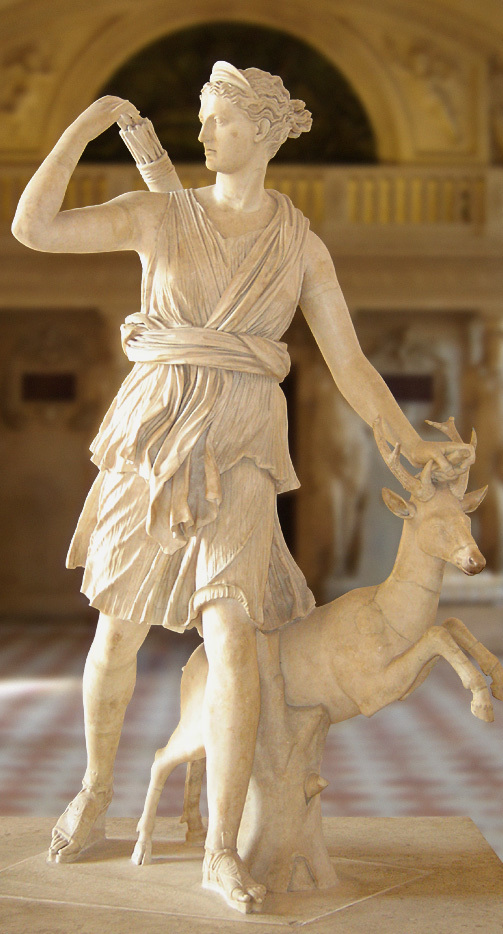
Artemisa (escultura en mármol), Museo del Louvre

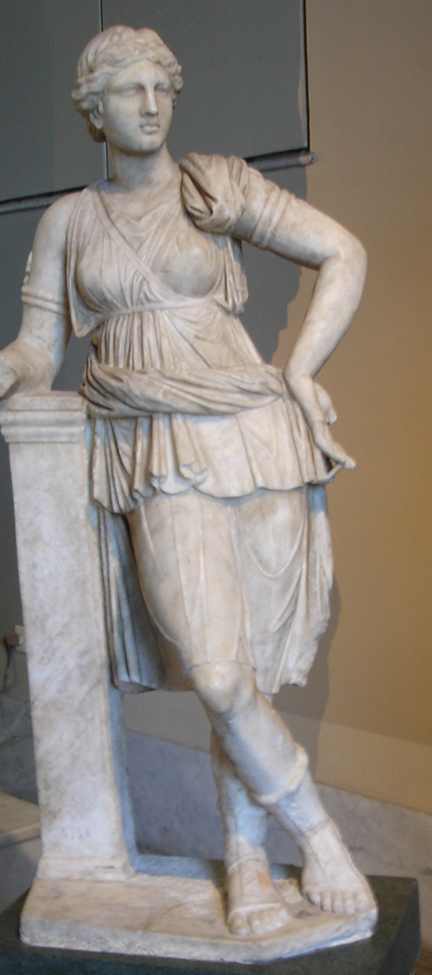
Artemisa de Mitilene, siglo IV a. C.

En la mitología griega, Artemisa o Ártemis (en griego clásico Ἄρτεμις Artemis,  Ἀρτέμιδος Artemidos, en latín Artemis) fue una de las deidades más veneradas y de las más antiguas. Es la diosa de la caza, los animales salvajes, el terreno virgen, los nacimientos, la virginidad y las doncellas, que traía y aliviaba las enfermedades de las mujeres. Hija de Zeus y Leto y hermana melliza de Apolo, forma parte del panteón de los doce dioses olímpicos. 
«Canto a la tumultuosa Ártemis, la de las áureas saetas, la virgen venerable, cazadora de venados, diserninadora de dardos, la hermana carnal de Apolo el del arma de oro, la que por los montes umbríos y los picachos batidos por los vientos, deleitándose con la caza, tensa su arco todo él de oro, lanzando dardos que arrancan gemidos». 
A menudo se la representaba como una cazadora llevando un arco y flechas. El ciervo y el ciprés le estaban consagrados. Algunos investigadores creen que su nombre y, de hecho la propia diosa, era originalmente pregriega. En la Ilíada se alude a ella como Artemis Agrotera, Potnia Theron, ‘Artemisa del terreno virgen, Señora de los Animales’. También se lee en la Ilíada que Hermes y ella rescataron a Ares, que había sido encadenado por los Alóadas. 
En época helenística posterior, la figura de Artemisa asumió incluso el papel de Ilitía como ayudante de los partos y acabó siendo identificada con Selene, una titánide que era la diosa griega de la Luna (razón por la cual en ocasiones aparece representada con una luna creciente sobre la cabeza). También fue identificada con la diosa romana Diana, con la etrusca Artume y con la griega o caria Hécate.
Aunque Artemisa era una fiera defensora de su virginidad en tan sólo una fuente tardía se nos dice que Eros nació de la unión entre Hermes y Artemisa.

## Etimología
Una hipótesis relaciona a Artemisa con la raíz protoindoeuropea *h₂ŕ̥tḱos, ‘oso’, debido a los ritos de culto de las Brauronias y los restos neolíticos de la cueva Arkoudiotissa (Creta). Aunque se ha sugerido y confirmado una relación con nombres anatolios, a partir un «término de ambos géneros que significa ‘oso’ en hitita», la forma más antigua verificada del nombre «Artemisa» es la griega micénica a-ti-mi-te, escrita en alfabeto silábico lineal B en Pilos. Artemisa fue venerada en Lidia como Artimus.
En una etimología más tradicional dentro del griego antiguo, el nombre ha sido relacionado con ἀρτεμής artemes, ‘seguro’, o ἄρταμος artamos, ‘carnicero’.

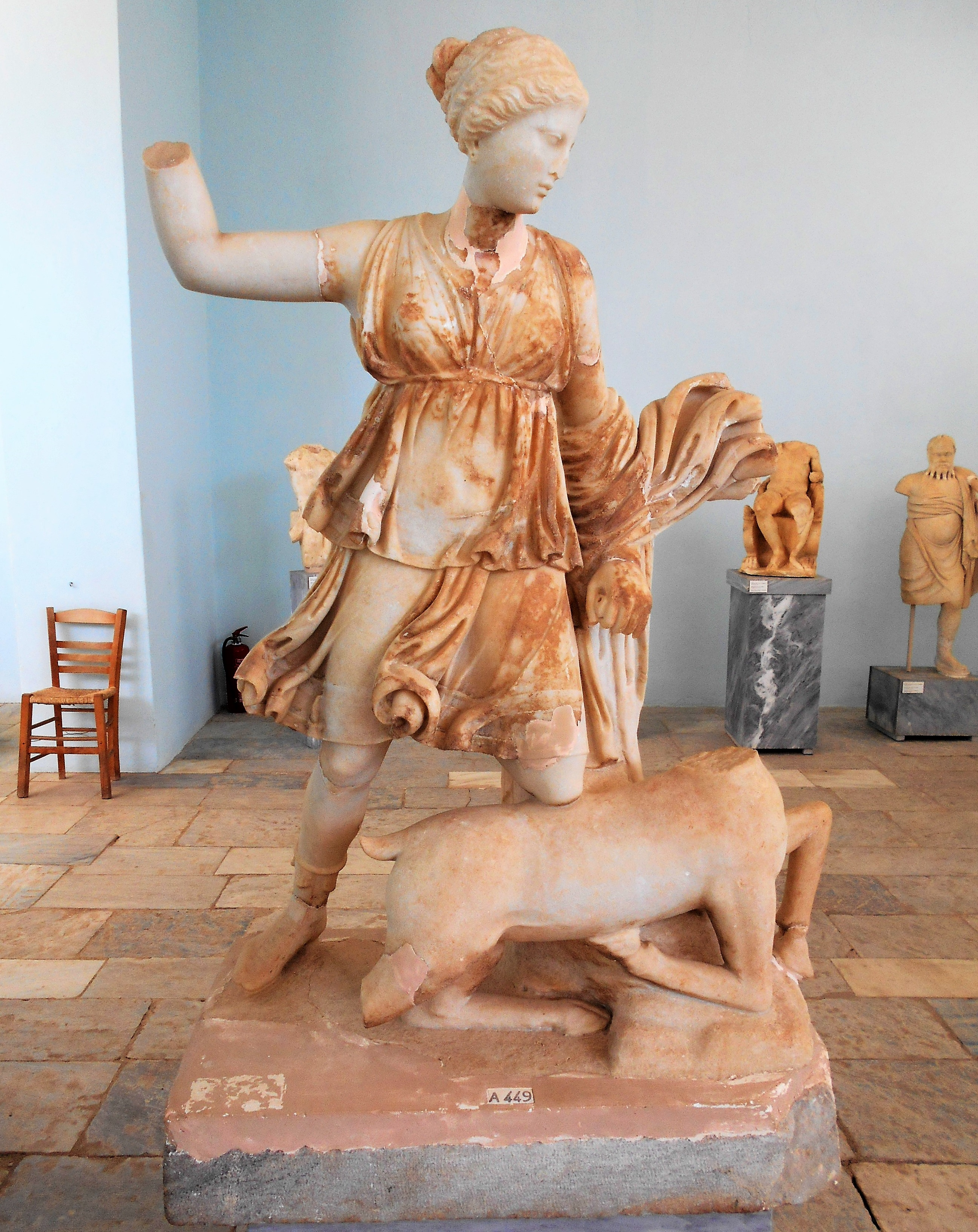
Estatua de Artemisa matando un ciervo (Museo de Delos —Grecia—, segunda mitad del)

## Artemisa en la mitología

### Nacimiento
En la mitología griega clásica se dan diferentes versiones acerca del nacimiento de Artemisa, si bien todas coinciden en que era hija de Zeus y Leto, y la hermana melliza de Apolo.
La versión de Calímaco es que Hera, encolerizada por la infidelidad de Zeus con Leto, prohibió que esta pudiera dar a luz tanto en tierra firme (el continente) como en una isla. Sin embargo, la isla de Delos (u Ortigia en el himno homérico a Artemisa) emergió de las profundidades del mar, o bien desobedeció sin más a Hera, y Leto dio a luz en ella.
En otra de las versiones, recogida por Higino, cuando Hera descubrió que Leto estaba embarazada de Zeus, prohibió que diera a luz en cualquier lugar donde iluminara el Sol. Además, envió a la temible serpiente Pitón para que asesinara a Leto en el trance del parto.
Pero Zeus envió al viento Bóreas para que recogiera a Leto y la llevara junto a Poseidón. Este la llevó a su vez a la isla Ortigia y cubrió el lugar con una bóveda formada por sus olas. Allí, sin contravenir la prohibición de Hera, Leto alumbró a Apolo y a Artemisa aferrándose a un olivo. Más tarde, la isla de Ortigia fue llamada Delos y Apolo mató a la serpiente Pitón para vengar los sufrimientos de su madre.
Según cuenta una tradición, Artemisa nació antes que su hermano y ayudó a su madre a dar a luz a Apolo. En otra, la isla de Ortigia es una isla distinta de Delos; en la primera nació Artemisa y en la segunda, Apolo. Estrabón, por otra parte, indica que Ortigia era el nombre antiguo de Renea.
Se decía también que, para evitar que Hera descubriera su infidelidad, Zeus transformó a Leto en una codorniz (ortux).
Autores tardíos diferenciaban a tres Artemisas en cuanto a su nacimiento. La primera nació de Zeus y Perséfone, es hermana de Dioniso y madre del alados Eros. La segunda, más conocida, nació de Zeus y Leto y es hermana de Apolo. La tercera y última es hija de Upis y Glauca pero los griegos la llaman Ops o Upis, como su padre; baste decir que Opis o Upis era una doncella de los hiperbóreos.

### Infancia

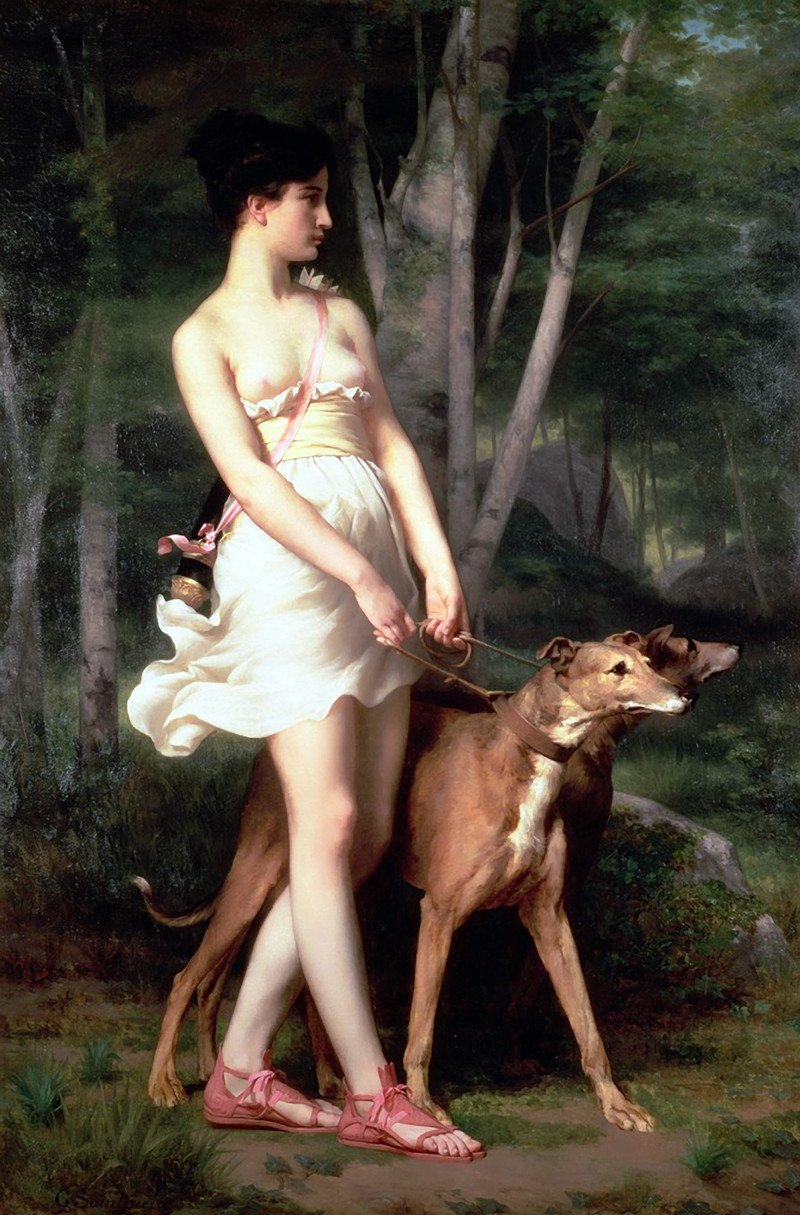
Diana cazadora, de Gaston Casimir Saint-Pierre

La infancia de Artemisa no está completamente recogida en ningún mito conservado. La Ilíada reducía la figura de la pavorosa diosa a la de una muchacha que, tras haber sido golpeada por Hera en combate, buscaba consuelo en el regazo de Zeus. Un poema de Calímaco dedicado a la diosa «que se deleita en las montañas con el arco» imagina algunas escenas encantadoras.
A los tres años, Artemisa pidió a su padre, mientras estaba sentada en sus rodillas, que le concediese nueve deseos: permanecer siempre virgen; tener multitud de nombres para diferenciarse de Apolo; ser la Phaesporia o ‘Dadora de Luz’; tener un arco y flechas, y una túnica hasta las rodillas para poder cazar; tener sesenta «hijas de Océano», todas de nueve años, para su coro; y veinte ninfas amnisíades como doncellas para cuidar de sus canes y su arco cuando descansase. No pidió que se le dedicase ciudad alguna sino gobernar sobre las montañas, y también el poder de ayudar a las mujeres en los dolores del parto.
Artemisa creía que había sido elegida por las Moiras para ser comadrona, ya que había ayudado a su madre en el nacimiento de su hermano. Todas sus acompañantes debían permanecer vírgenes bajo pena de implacables castigos, y la propia Artemisa guardó celosamente su castidad. Sus símbolos incluían el arco y las flechas de plata, el perro de caza, el ciervo y la Luna.
Calímaco cuenta cómo pasó Artemisa su niñez buscando lo necesario para ser una cazadora, y cómo obtuvo el arco y las flechas en la isla de Lipara, donde trabajaban Hefesto y los Cíclopes. Las hijas de Océano estaban llenas de miedo ante la visión de los monstruosos herreros, pero la joven Artemisa se acercó valientemente y solicitó sus armas. También cuenta Calímaco cómo Artemisa visitó a Pan, el dios de los bosques, en Menalia, y este le dio siete perras y seis perros. A continuación ella capturó seis ciervos de cornamenta plateada para tirar de su carro, y comenzó a practicar con su arco disparando primero a los árboles y después a las bestias salvajes.

### Acteón

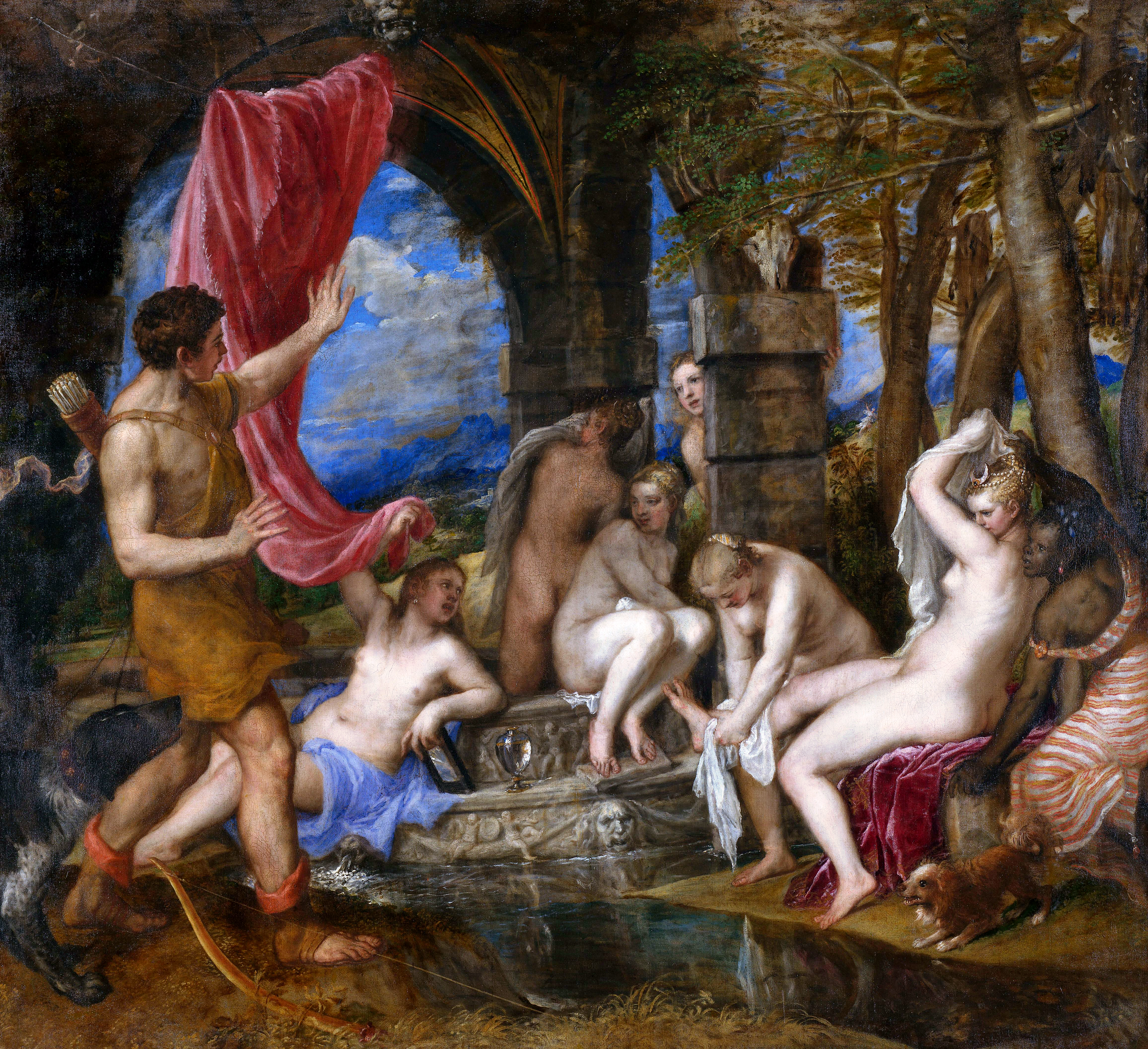
Diana y Acteón, obra de Tiziano.

En una ocasión, Artemisa se encontraba tomando un baño en el bosque agora en compañía de su coro de ninfas, cuando el príncipe y cazador tebano Acteón (hijo de Aristeo y Autónoe), que pasaba por allí, la vio por casualidad. Las ninfas lo descubrieron y corrieron a ocultar a Artemisa. Esta se disgustó tanto por haber sido contemplada desnuda que salpicó con agua al rostro de Acteón, transformándolo en un ciervo e incitando a sus propios sabuesos a que lo atacaran. Estos lo destrozaron sin saber que el ciervo al que daban caza era su propio dueño. Alternativamente, Acteón habría alardeado imprudentemente de ser mejor cazador que Artemisa, y ella, para castigar su jactancia, lo habría transformado en un venado que fue devorado por sus sabuesos.

### Adonis
En algunas versiones del mito de Adonis, que fue una adición tardía a la mitología griega durante la época helenística, Artemisa enviaba un jabalí a matarlo también como castigo por haber presumido de ser mejor cazador que ella.
En mitos posteriores, Adonis era descrito como favorito de Afrodita, y esta era responsable de la muerte de Hipólito, a su vez favorito de Artemisa. Para vengarlo, Artemisa dio muerte a Adonis.
Incluso en otra versión, era Ares quien provocaba la muerte de Adonis como castigo por ser amante de Afrodita.

### Orión

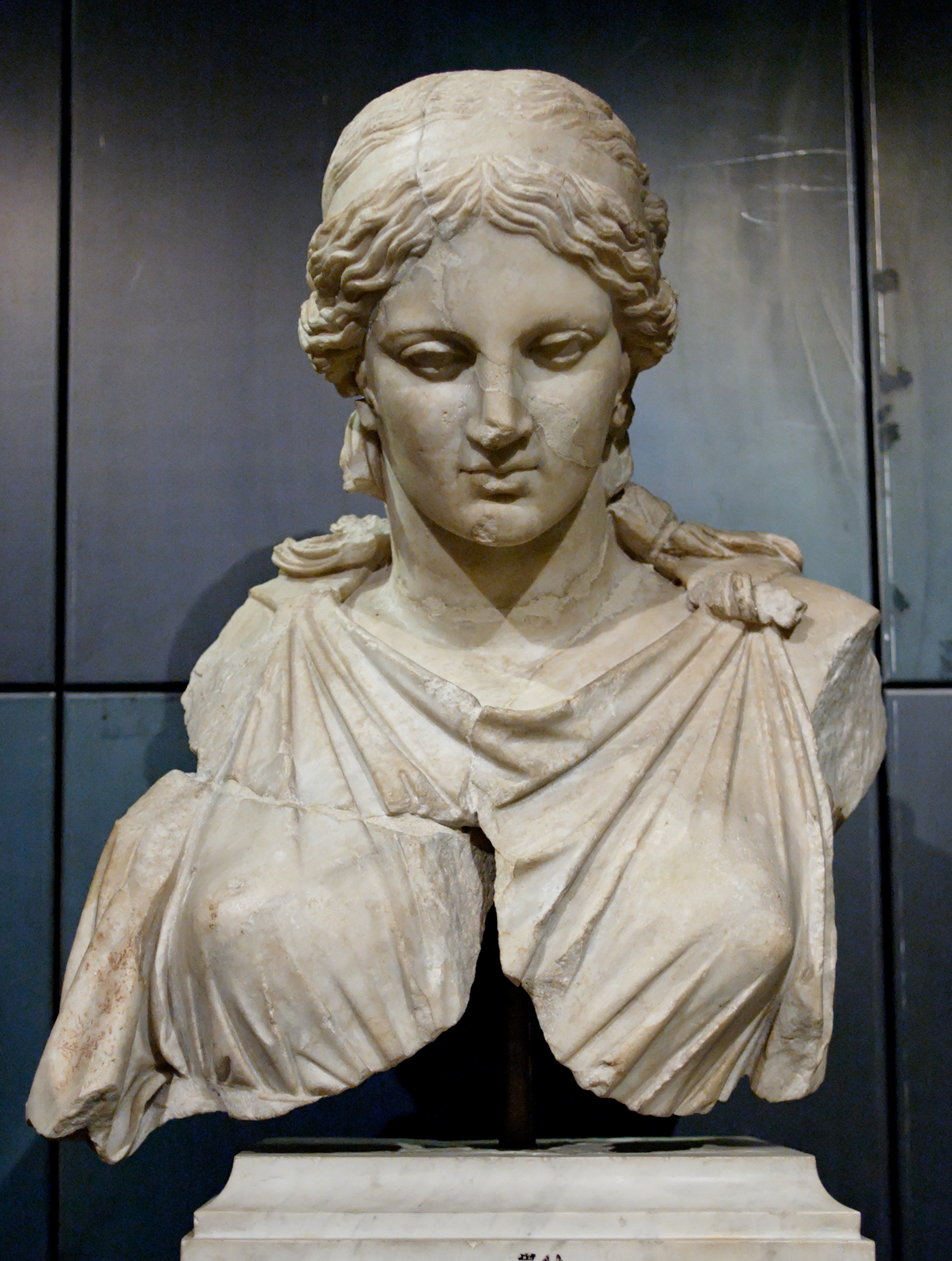
Busto. copia de una estatua probablemente de Artemisa por Cefisodoto Mármol de Luni hallado en los Horti Vettiani (1873). Actualmente en el Palacio de los Conservadores de los Museos Capitolinos (Roma), ref. MC 1123.

Tras abandonar a Eos, Orión se convirtió en un compañero de caza de Artemisa. Esta terminó por matarlo, aunque las razones dadas varían:
1. Artemisa mató a Orión para vengar los celos de los inmortales por el matrimonio de una de ellos (Eos) con un mortal (Orión).[36]
2. Orión intentó violar a Artemisa. Esta envió un escorpión desde la isla de Quíos a matarlo, y ambos fueron situados entre las estrellas como constelaciones.[37] Esta leyenda explica por qué la constelación de Escorpio aparece justo cuando Orión empieza a ponerse: el escorpión aún lo persigue. El perro de Orión pasó a ser Sirio, la estrella perro.
3. Artemisa lo mató por haber sido retada por Orión a lanzar el disco.[38]
4. Orión había violado a Opis, una de las vírgenes que procedía de Hiperbórea. Por ello lo mató Artemisa con sus flechas.[38]
5. Orión, siendo compañero de caza de Artemisa, se volvió arrogante, alardeando de su superioridad y ofendiendo a varios inmortales. Gea envió un escorpión gigante tras él, y Orión murió por la picadura del aguijón. Artemisa y Leto pidieron a Zeus que pusiera a Orión entre las constelaciones.[39]
6. Apolo, hermano de Artemisa, temía que su hermana pudiera perder su virginidad con Orión, o bien estaba celoso porque su hermana ya no le prestaba atención, o creía que Orión tras abandonar a Eos acabaría también abandonando a su hermana. Por ello tramó un ardid para que Orión muriera. Explicó a Gea la vanidad del cazador y esta envió un escorpión contra él. Orión trató de escapar nadando hacia la isla de Delos, donde esperaba que Eos lo protegiera, y entonces Apolo desafió a Artemisa a disparar sus flechas contra el que se alejaba nadando tras acusarlo de haber seducido a Opis. Artemisa disparó sus flechas y lo mató. Tras ello, descubrió que se trataba de Orión y por no poder hacerlo revivir, lo colocó entre las estrellas.

### Los Alóadas
Oto y Efialtes, los Alóadas, eran dos gemelos hijos de Ifimedea y Poseidón que crecían cada año un codo a lo ancho y una braza a lo alto. Eran agresivos, buenos cazadores, y no podían morir salvo si se mataban entre sí. A los nueve años quisieron tomar al asalto el monte Olimpo. Lograron secuestrar a Ares y encerrarlo en una vasija durante trece meses. Oto pretendía a Artemisa y Efialtes a Hera, para tomarlas como esposas. Artemisa capturó una cierva (o en otra versión, se transformó en una) y la hizo saltar entre los dos. Los Alóadas, para evitar que huyera, arrojaron sus lanzas y se mataron uno al otro.

### Acoso a Artemisa
Como joven virgen, Artemisa despertó el interés de muchos dioses y hombres, pero ninguno de ellos logró ganar su corazón.
Alfeo, un dios del río, estaba enamorado de Artemisa, pero sabía que no podía hacer nada para ganarse su corazón, así que decidió raptarla. Artemisa estaba con su séquito en Letrinos cuando fue al Alfeo, pero sospechando sus motivos cubrió su rostro con barro para que el dios río no la reconociera. Otra historia donde aparece el dios es cuando intentó violar a Aretusa, una ayudante de Artemisa. Esta sintió pena por ella y la salvó transformándola en una fuente en el templo de Artemisa Alfea en Letrinos.
Búfago, el hijo del titán Jápeto, vio a Artemisa y pensó en violarla. Detectando sus pecaminosos pensamientos, la diosa lo atacó en el monte Foloe.
Sipretes era un muchacho cretense que vio accidentalmente a Artemisa bañándose desnuda o intentó violarla, y esta lo transformó en una mujer.

### Calisto

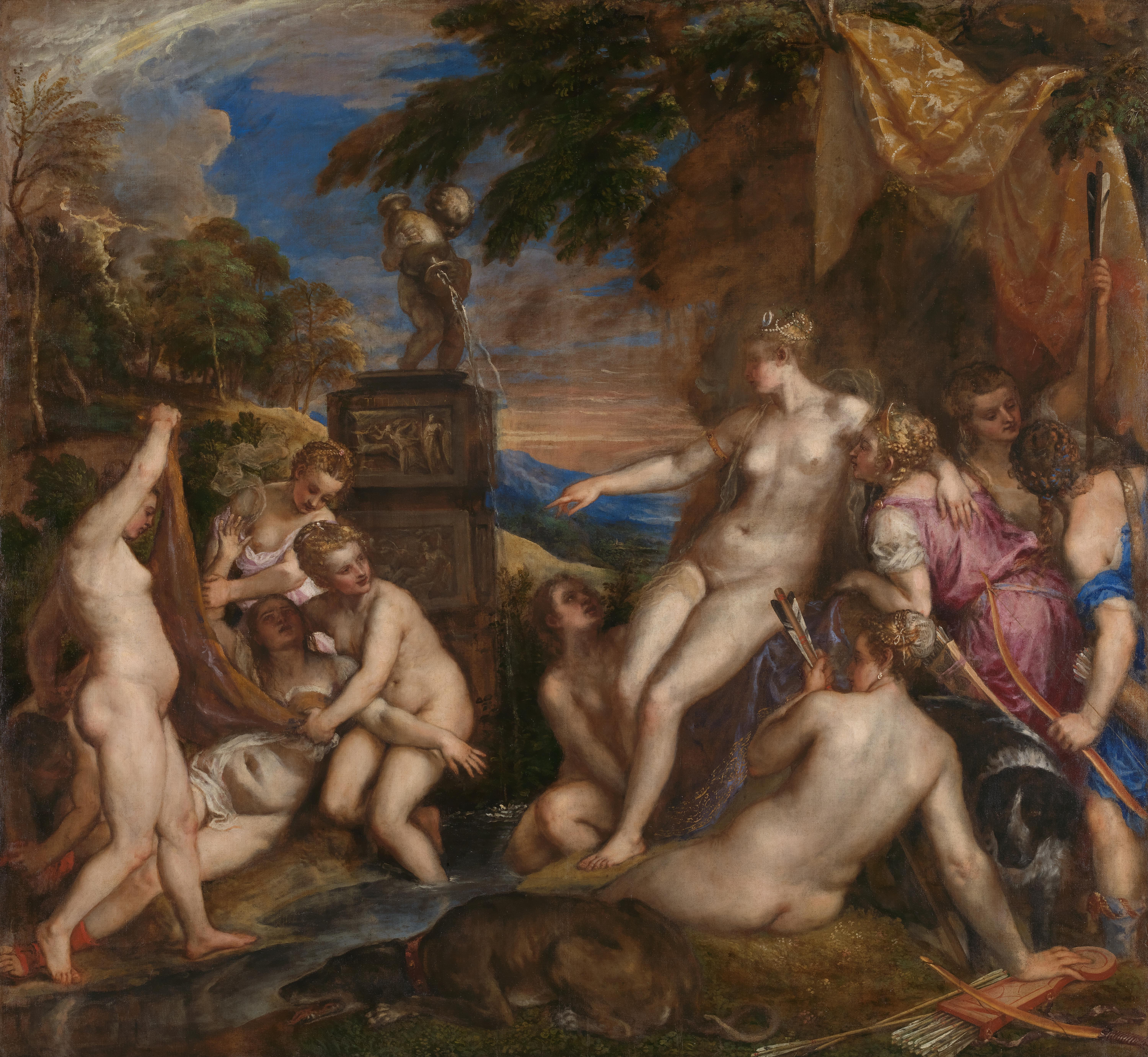
Diana y Calisto, de Tiziano (1556–1559).

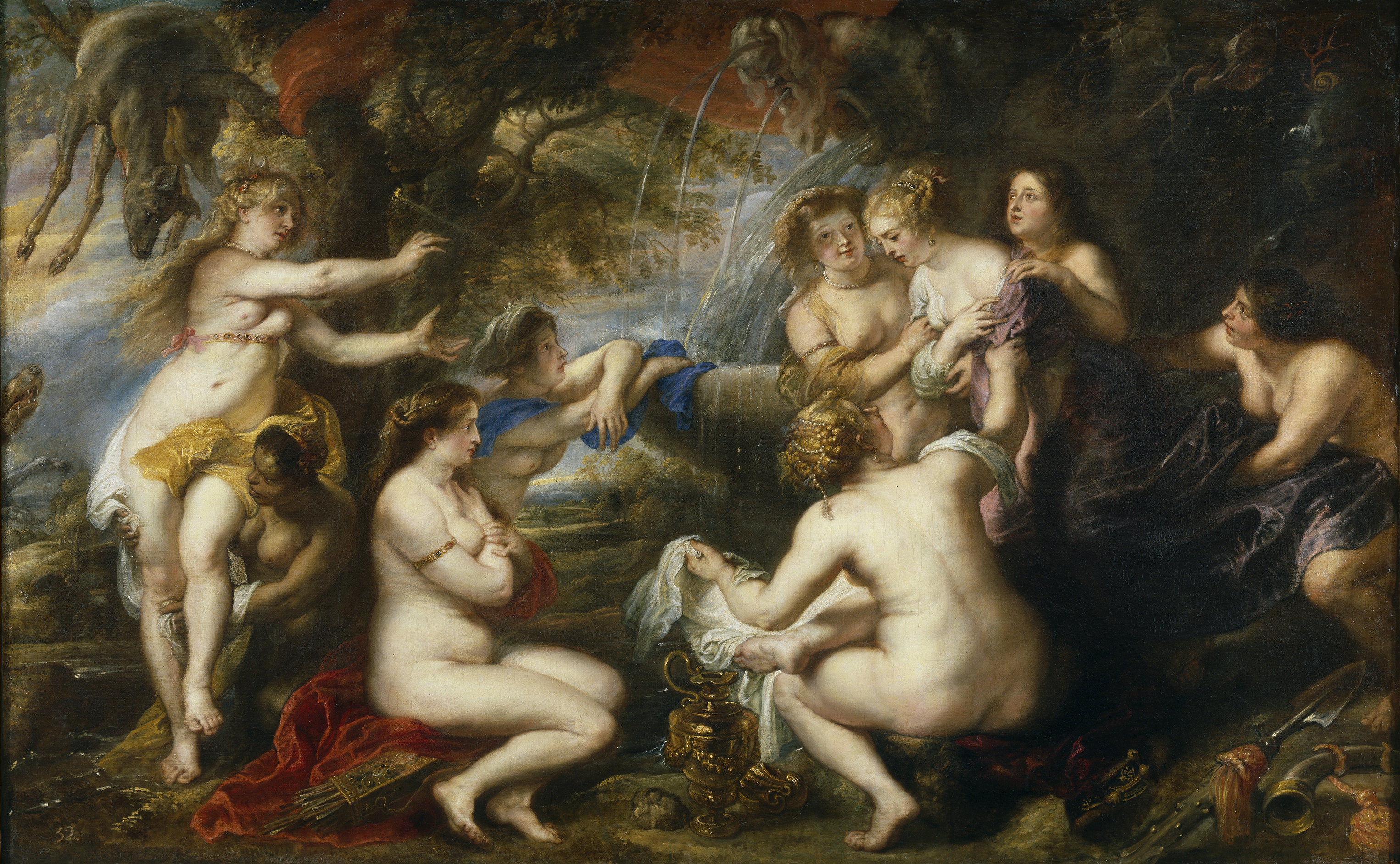
Diana y Calisto, de Pedro Pablo Rubens (1637).

Calisto era la hija de Licaón, rey de Arcadia, y también una ayudante de caza de Artemisa. Como miembro de su séquito, tomó un voto de castidad. Zeus se le apareció disfrazado como Artemisa o, en algunas versiones como Apolo que se ganó su confianza y se aprovechó de ella (o la violó, según Ovidio), y engendró así un hijo: Arcas. Enfurecida, Artemisa (o Hera, o ambas, según la versión) la transformó en una osa. Arcas casi la mató mientras cazaba, pero Zeus lo detuvo justo a tiempo. Compadeciéndose, Zeus subió a la osa al cielo, dando así Calisto origen a una constelación. Algunas versiones dicen que subió a ambos, formando la Osa Mayor y la Osa Menor.

### Ifigenia y la Artemisa Táuride
Artemisa castigó a Agamenón tras haber matado a un ciervo sagrado en una arboleda sagrada y alardear de ser mejor cazador que la diosa. Cuando la flota griega estaba preparándose en Áulide para zarpar hacia Troya y empezar la guerra de Troya, Artemisa arremolinó los vientos. El adivino Calcas dijo a Agamenón que la única forma de apaciguar los vientos y a la diosa era sacrificar a su hija Ifigenia. Artemisa sustituyó en el altar a Ifigenia por una corza o una cierva. Distintos mitos cuentan qué ocurrió tras ese rapto: unos dicen que la llevó a Táuride, en Crimea, para que fuera su sacerdotisa; y otros, que la convirtió en una compañera inmortal.

### Níobe
Níobe, la reina de Tebas y esposa de Anfión, alardeó de su superioridad sobre Leto porque había tenido catorce hijos (los Nióbidas), siete varones y siete mujeres, mientras Leto había tenido solo uno de cada género. Cuando oyeron esta impiedad, Apolo mató a sus hijos mientras practicaba atletismo y Artemisa a sus hijas, que murieron en el acto sin un solo sonido. Apolo y Artemisa usaron flechas envenenadas para matarlos, aunque según algunas versiones dos de los Nióbidas, un varón y una mujer, fueron perdonados. Al ver a sus hijos muertos, Anfión se suicidó. Una devastada Níobe y sus restantes hijos fueron convertidos en piedra cuando lloraban. Fueron enterrados por los propios dioses.

### Atalanta y Eneo
Artemisa salvó a la pequeña Atalanta de morir de frío, tras haber sido abandonada por su padre en la cima de una montaña. Artemisa envió una osa a amamantar al bebé, quien fue luego criado por cazadores. Entre otras aventuras, Atalanta participó en la cacería del jabalí de Calidón, que Artemisa había enviado para destruir Calidón, porque el rey Eneo se había olvidado de ella en los sacrificios de la cosecha.

### Aura

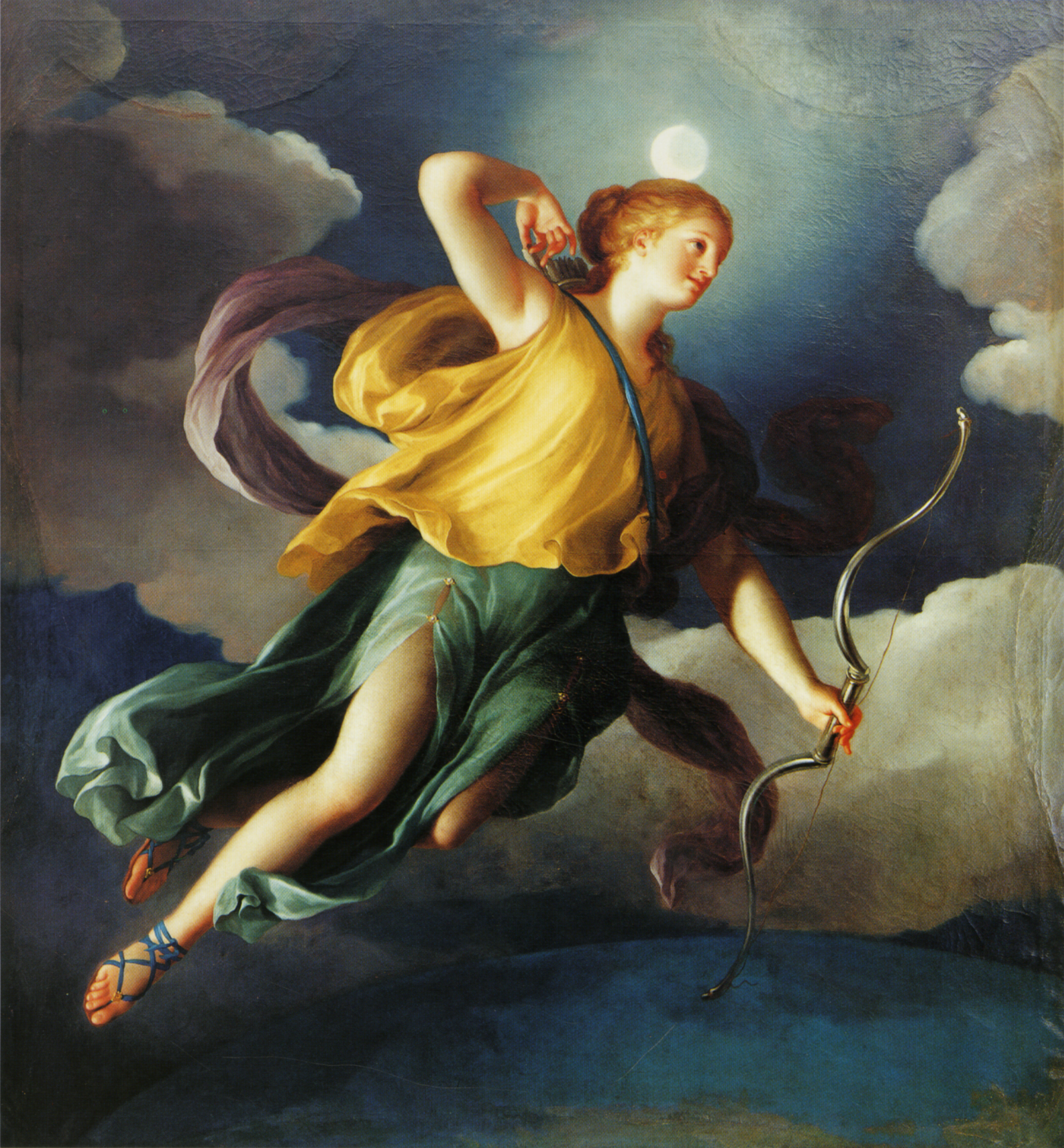
Artemisa como diosa de la noche, de Anton Raphael Mengs

En las Dionisíacas, de Nono de Panópolis, Aura era la diosa griega de las brisas y el aire frío, hija de Lelanto y Peribea. Era una cazadora virgen, como Artemisa, y se enorgullecía de su castidad. Un día, afirmó que el cuerpo de Artemisa era demasiado femenino y dudó de su virginidad. Artemisa pidió a Némesis que vengara su dignidad y en respuesta a la demanda de la diosa, la hizo enloquecer y de este modo se entregó a Dioniso. Aura se convirtió en una homicida peligrosa. Cuando parió dos hijos mellizos, se comió a uno de ellos, y el otro, Yaco, fue salvado por Artemisa. Más tarde, Yaco se convertiría en ayudante de Deméter y en guía de los misterios eleusinos.

### Guerra de Troya
Artemisa puede haber sido representada como partidaria de Troya porque su hermano Apolo era el patrón de la ciudad y ella misma era ampliamente adorada en Anatolia occidental en tiempos históricos. En la Ilíada se enfrentó con Hera cuando los dioses aliados con los bandos en conflicto se involucraron en este. Hera golpeó a Artemisa en los oídos con su propia aljaba, haciendo que perdiese las flechas. Artemisa huyó llorando con Zeus y Leto recogió el arco y las flechas caídas.
Artemisa jugó un papel importante en la Guerra de Troya. Además de calmar los vientos para impedir el viaje por mar de los griegos hasta que Agamenón accedió a sacrificar a Ifigenia, ayudó a Eneas junto a Leto y Apolo. Este lo encontró herido por Diomedes y los llevó al cielo, donde los tres lo curaron en secreto.

### Otros mitos
- Zeus persiguió a Táigete, una de las Pléyades, quien rezó a Artemisa. La diosa transformó a Táigete en una cierva, pero Zeus la violó cuando estaba inconsciente. Así concibió a Lacedemón, el mítico fundador de Esparta.
- Tras la muerte de Meleagro, Artemisa convirtió a sus afligidas hermanas, las Meleágrides, en pájaros.[47]
- Artemisa mató a Quíone por su orgullo y vanidad atravesándole la lengua con una lanza que le produjo una herida de la que moriría poco después.[48]

## Culto de Artemisa
Véase también Categoría:Culto de Artemisa

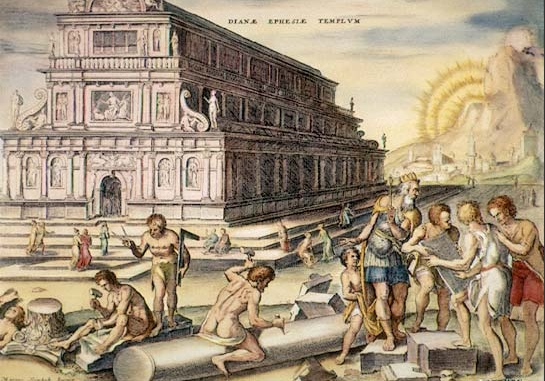
Templo de Artemisa en Éfeso, grabado de Martin Heemskerck.

Artemisa, la diosa de los bosques y colinas, fue adorada en toda la antigua Grecia. Sus lugares de culto más famosos fueron la isla de Delos (su lugar de nacimiento), Braurón (en el Ática), Muniquia (cerca de Pireo) y Esparta. A menudo se la representaba en pinturas y estatuas en un escenario forestal, llevando arco y flechas, y acompañada de un ciervo.
Los antiguos espartanos solían dedicarle sacrificios como una de sus diosas patronas antes de emprender una campaña militar.
Las niñas y muchachas atenienses que se acercaban a la edad del matrimonio eran enviadas un año al santuario de Artemisa en Braurón para servir a la diosa, época en la que eran llamadas arktoi (‘oseznas’). Un mito explicando esta servidumbre cuenta que un oso había adoptado la costumbre de visitar regularmente la ciudad de Braurón, cuyas gentes lo alimentaban, de forma que con el tiempo el oso fue domado. Pero una niña provocó al oso y este, según la versión, la mató o le sacó los ojos. En cualquier caso, un hermano de la niña mató al oso y Artemisa se enfureció, exigiendo que las niñas «actuaran como osas» en su templo como expiación por la muerte del oso. Otra explicación alternativa decía que a causa de la muerte del oso había una peste en Atenas y un oráculo había dicho que la peste solo cesaría si las jóvenes atenienses expiaban la muerte del animal.
La virginal Artemisa fue adorada como una diosa de la fertilidad y los partos en algunos lugares, asimilando a Ilitía, ya que según algunos mitos había ayudado a su madre en el parto de su gemelo Apolo. Durante el periodo clásico en Atenas fue identificada por algunos con Hécate. También asimiló a Cariatis (Caria).

### Epítetos
- Como Eginea (αιγανέα) era adorada en Esparta, significando el nombre ‘cazadora de rebecos’ o ‘la que blande la jabalina’.[51][52]
- Como Etole fue adorada en Naupacto, ciudad en cuyo templo había una estatua de mármol blanco que la representaba lanzando una jabalina.[53] Esta «Artemisa Etolia» no había sido introducida en Naupacto, antiguamente un lugar de la Lócrida Ozoliana, hasta que fue otorgada a los etolios por Filipo II de Macedonia. Estrabón registra otro recinto de la «Artemisa Etolia» a la cabeza del Adriático.[54]
- Como Agorea fue la protectora del ágora.
- Como Agrotera se la consideraba especialmente como la diosa protectora de los cazadores.
- En Elis fue adorada como Alfea.
- En Atenas era frecuentemente asociada con la diosa egina local, Afea.
- Como Potnia Theron era la protectora de los animales salvajes; Homero usó este título.
- Como Curótrofa (Kourotrophos) era la niñera de los jóvenes.
- Como Loquia era la diosa de los partos y las comadronas.
- A veces era conocida como Cintia o Delia, por su lugar de nacimiento en el monte Cinto en Delos.
- También como Amarintia, por un festival en su honor originalmente celebrado en Amarinto (Eubea).
- En ocasiones era identificada con el nombre de Febe, la forma femenina del de su hermano Apolo, Febo.

### Fiestas

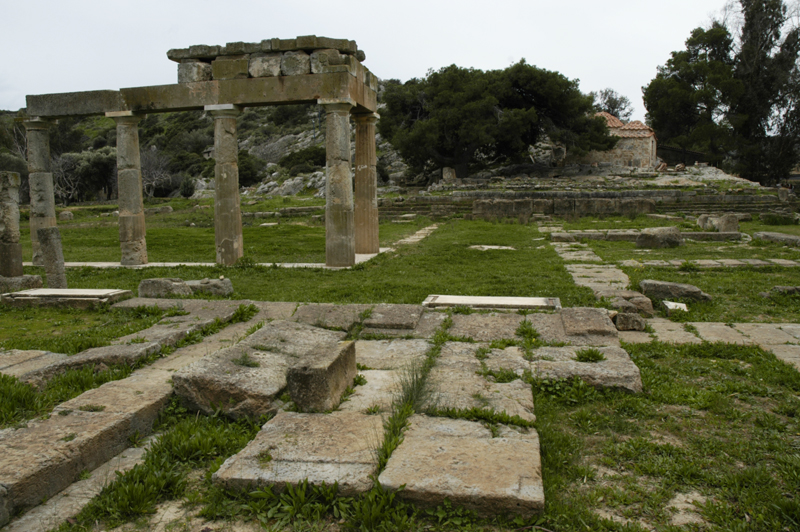
Santuario de Artemisa en Braurón.

Artemisa nació el sexto del día del mes, razón por la que le estaba dedicado. Los festivales en su honor incluían:
- Brauronia, festival de Artemisa en Braurón, donde las niñas de entre 5 y 10 años vistiendo túnicas color azafrán imitaban oseznos para apaciguar a la diosa tras la plaga que envió cuando se mató un oso.
- Fiesta de Artemisa Amarisia, una celebración para adorar a la diosa en el Ática. En 2007 un equipo de arqueólogos suizos y griegos encontraron las ruinas del templo de Artemisa Amarisia en Eubea (Grecia).[55]
- Fiesta de Artemisa Saronia, para celebrar a Artemisa en Trecén, una ciudad de la Argólida. Un rey llamado Sarón construyó un santuario para la diosa después de que esta le salvase la vida cuando estaba de caza y lo barrió una ola, por lo que instituyó una fiesta en su honor.[56]
- El 16 de metagitnión (2.º mes del calendario ático) se realizaban sacrificios a Artemisa y Hécate en el demo de Erquia.[57]
- La Caristeria celebraba el 6 de boedromión (tercer mes) la victoria de Maratón y también era la fiesta del agradecimiento ateniense.[57]
- El 6 de elafebolión (9.º mes) se celebraban las Elafebolias o fiestas de Artemisa, la cazadora de ciervos, en la que se le ofrecían pasteles con la forma de venado, hechos de masa, miel y semillas de sésamo.[57]
- El 16 de muniquión (10.º mes) tenían lugar las Muniquias, celebrándose a Artemisa como diosa de la naturaleza y los animales. Se le sacrificaba una cabra.[57]
- El 6 de targelión (11.º mes) era el «cumpleaños» de la diosa, siendo el de Apolo el día siguiente.[57]
- Se celebraba una fiesta para Artemisa Dictina (‘de la red’) en Hypsous.
- La Lafria, una fiesta de Artemisa en Patras, incluía una procesión que empezaba disponiendo troncos de madera de 16 codos de largo alrededor del altar, sobre el que se ponían los más secos. Justo antes de la fiesta se construía una subida suave hasta el altar con tierra. La fiesta empezaba con una espléndida procesión en honor a Artemisa, y la doncella oficiando como sacerdotisa la cerraba sobre un carro tirado por un ciervo. Sin embargo, no se ofrecía el sacrificio hasta el día siguiente.
- En Orcómeno se construyó un santuario para Artemisa Himnia, en el que se celebra una fiesta todos los años.

## Artemisa en el arte
Las representaciones más antiguas de Artemisa en el arte griego arcaico la retratan como Potnia Theron (‘señora de las bestias’), una diosa alada llevando un ciervo y un leopardo en sus manos, o a veces un leopardo y un león. Esta Artemisa alada perduró en exvotos como Artemisa Ortia, con un santuario cercano a Esparta.
En el arte griego clásico suele ser representada como una cazadora virgen, joven, alta y delgada, llevando un vestido corto, con botas de caza, aljaba, arco y flechas. A menudo aparece en la pose de disparar, y acompañada por un perro de caza o un ciervo. Cuando se la representa como diosa de la luna, lleva una túnica larga y a veces un velo cubriendo su cabeza. Su faceta oscura se revela en algunas vasijas pintadas, donde aparece como la diosa que trae la muerte, cuyas flechas cayeron sobre doncellas jóvenes y mujeres, como las hijas de Níobe.
En la ciudad cretense de Dreros fue hallada una estatuilla de Artemisa realizada en el estilo orientalizante temprano de finales del siglo VIII a. C. (o bien hacia el 650 a. C.), usando la técnica del sphyrelaton: martillando láminas de bronce sobre un núcleo de madera que les daba forma. Tiene 40 cm y posee un cuerpo y vestido de estilo geométrico que anticipan ya el estilo dedálico. Hoy se encuentra en el Museo Arqueológico de Heraclión.

Solo en el arte posclásico se encuentran representaciones de Artemisa-Diana con la corona de la luna creciente, como Luna. En el mundo antiguo, aunque estuvo ocasionalmente relacionada con la luna, nunca fue retratada como esta. Las estatuas antiguas de la diosa pueden hallarse a veces con lunas crecientes, pero sin embargo éstas son siempre añadidos renacentistas.

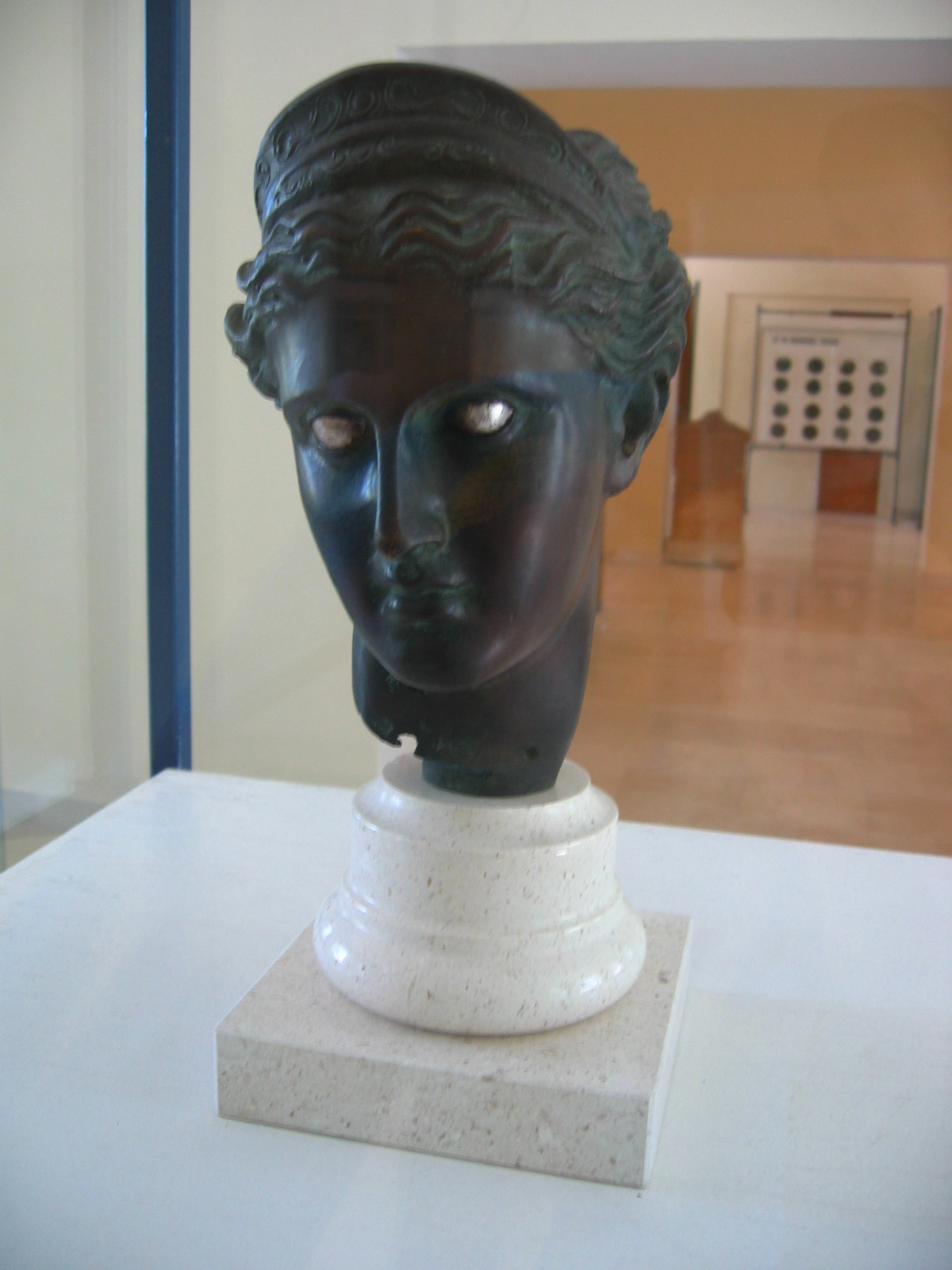
Cabeza de bronce praxiteliano del de una diosa llevando una corona lunar, hallada en Issa (Vis, Croacia).

### Atributos
Arco y flechas
Según el himno homérico a Artemisa, tenía arco y flechas dorados, pues se le aplicaban los epítetos Khryselakatos, ‘del asta dorada’ e Iokheira (‘que se deleita con las flechas’). Las flechas de Artemisa también podían causar la muerte inmediata y enfermedades a muchachas y mujeres. Artemisa obtuvo su arco y sus flechas por primera vez de los Cíclopes, tras haberlos pedido a su padre. El arco de Artemisa también se convirtió en testigo del juramento de virginidad de Calisto. En el culto posterior, el arco se convirtió en símbolo de la luna creciente.
Carros
El carro de Artemisa estaba hecho de oro y era tirado por cuatro ciervos de cornamenta dorada (Elaphoi Khrysokeroi). Sus bridas también eran de oro.
Lanzas y redes
Aunque muy pocas veces, Artemisa es retratada ocasionalmente con una lanza. Su culto en Etolia la mostraba así. La descripción sobre la lanza puede encontrarse en Las metamorfosis de Ovidio, mientras Artemisa con una red la conectaba con su culto como diosa patrona de la pesca.
Lira
Como diosa de los bailes y canciones de las doncellas, Artemisa es representada a veces con una lira.
Animales
Era retratada con un ciervo en las manos simbolizando la caza.

## Artemisa como la «Señora de Éfeso»

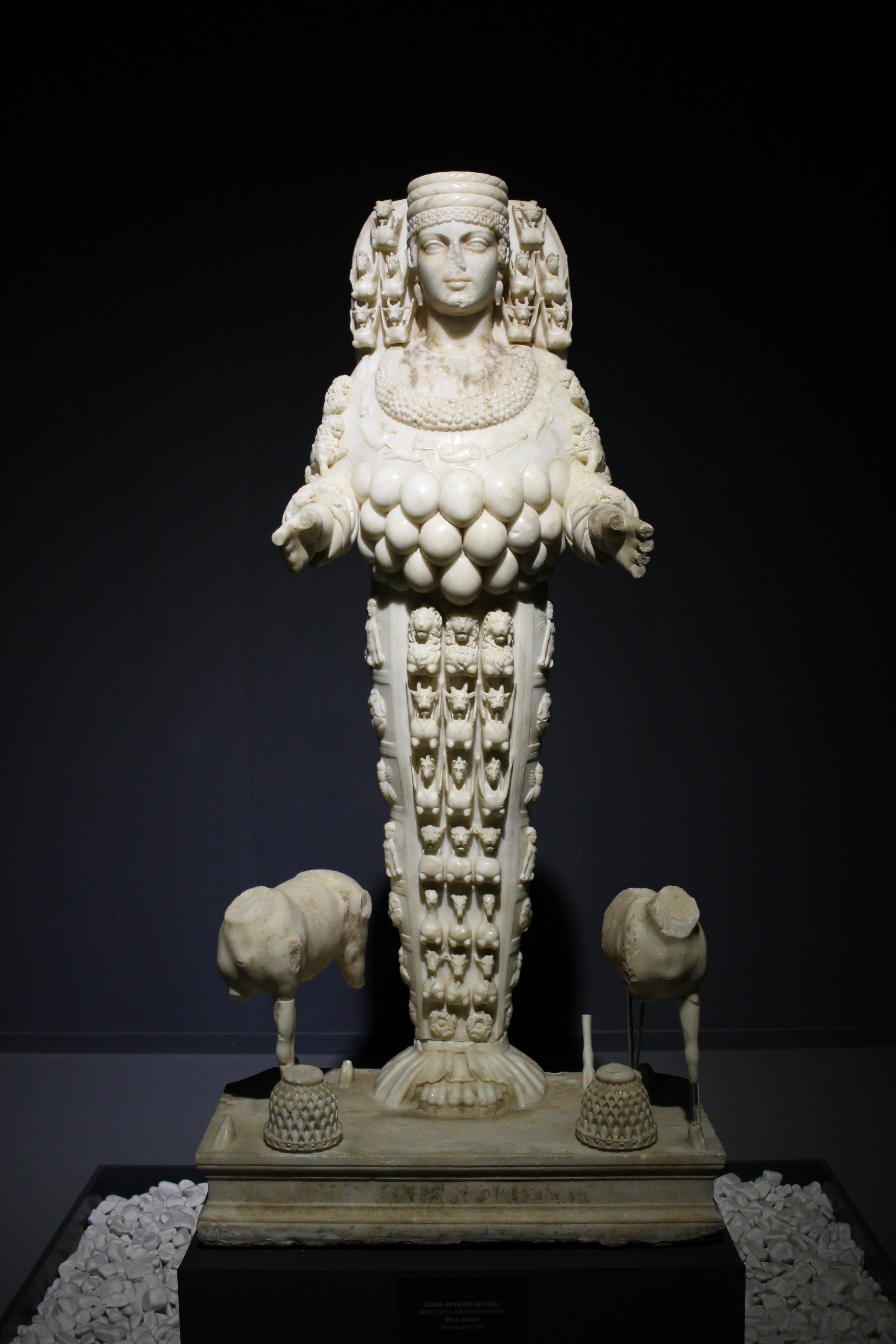
La artemisa de Éfeso, (Museo Arqueológico de Éfeso).

En Éfeso (Jonia, actual Turquía), su templo fue una de las siete maravillas del mundo antiguo. Fue probablemente el centro más famoso de su culto, aparte de Delos. Allí la Señora a la que los jonios asociaron con Artemisa por interpretatio graeca fue adorada principalmente como una diosa madre, semejante a la frigia Cibeles, en un antiguo santuario donde su imagen de culto representaba a la «Señora de Éfeso» adornada con múltiples protuberancias similares a pechos. Estas fueron tradicionalmente interpretadas como múltiples pechos accesorios, o (como afirmaron algunos investigadores posteriores) testículos de toros sacrificados, hasta que una excavación del yacimiento del Artemision en 1987–88 identificó la multitud de perlas de ámbar con forma de lágrima que habían adornado la antigua xoana de madera. En los Hechos de los Apóstoles, cuando los herreros efesios se sintieron amenazados por las prédicas de la nueva fe que hacía Pablo, se alzaron en fervorosa defensa de la diosa, gritando: «¡Grande es Artemisa de los efesios!» Solo una de las 127 columnas de Éfeso sigue en pie: el resto fueron usadas para construir iglesias, carreteras y fortalezas.